# Cratere Shuzanghu
Shuzanghu è un cratere sulla superficie di Rea.